# Batalha de Trancoso
A Batalha de Trancoso ocorreu no dia 29 de Maio de 1385, entre forças Portuguesas e Castelhanas.
No contexto da crise de 1383-1385, ao final da Primavera de 1385, ao mesmo tempo em que D. João I de Castela invadia o país ao Sul, pela fronteira de Elvas, forças castelhanas invadiam a Beira por Almeida, passavam por Trancoso, cujos arrabaldes saquearam, até atingir Viseu, cidade aberta, também na ocasião saqueada e incendiada.
Ao retornarem da incursão com o esbulho, saiu-lhes ao encontro o Alcaide do Castelo de Trancoso, Gonçalo Vasques Coutinho, com as forças do Alcaide do Castelo de Linhares, Martim Vasques da Cunha e as do Alcaide do Castelo de Celorico, João Fernandes Pacheco. Estando os dois primeiros fidalgos desavindos à época, o terceiro promoveu a reconciliação de ambos, e assim concertados, com os respectivos homens de armas e as forças que conseguiram arregimentar, fizeram os arranjos para o combate.
De acordo com estudos que levaram a afixar o feriado municipal em 29 de Maio, ocorreu o encontro entre as forças de Castela e as de Portugal, no alto da Capela de São Marcos, em Trancoso. A sorte das armas sorriu para os nacionais, que desse modo recuperaram as posses, alcançando a liberdade dos cativos.
No mês seguinte, uma nova invasão de tropas castelhanas, sob o comando de D. João I de Castela em pessoa, voltou a cruzar a fronteira por Almeida e, de passagem pelo alto de São Marcos, incendiaram-lhe a Capela em represália. Passando por Celorico, a caminho de Lisboa, essas tropas foram derrotadas na batalha de Aljubarrota.
Reza a lenda local, registrada pela historiografia portuguesa seiscentista, que o próprio São Marcos apareceu por milagre como um cavaleiro na batalha, incitando os combatentes portugueses. Como testemunho do feito, teria ficado gravada, na rocha, uma das ferraduras de sua montaria.